# الجمعيتان
الجمعيتان (بالفارسية: جامعتین)  هو الاسم الذي يطلق على تحالف مجموعتين من رجال الدين السياسيين الإيرانيين الأصوليين، جمعية علماء الدين المجاهدين من طهران وجمعية مدرسي حوزة قم العلمية من مدينة قم.
أعلنت الجمعيتان قائمة انتخابية مشتركة لانتخابات مجلس الخبراء الإيراني لعام 2006 وفازا بـ 69 مقعدًا من أصل 86. في انتخابات عام 2016، لم يتوصل الطرفان إلى ائتلاف وأصدرا قوائم مختلفة، وفازا في النهاية بـ 66 مقعدًا من أصل 88.
كما يهيمن الطرفان على مجلس صيانة الدستور.